# Velilla de Cinca
Velilla de Cinca (katalanisch Vilella de Cinca) ist eine Gemeinde in der Provinz Huesca in der Autonomen Gemeinschaft Aragonien in Spanien. Sie liegt in der Comarca Bajo Cinca am rechten Ufer des Río Cinca und gehört zur überwiegend katalanischsprachigen Franja de Aragón.

## Geschichte
Im Jahr 1252 gab König Jakob I. von Aragonien die Burg von Velilla an Ramón de Moncada, der diese aber bald darauf an das Kloster Abengania verkaufte.

## Bevölkerungsentwicklung seit 1900
| 1900 | 1910 | 1930 | 1940 | 1950 | 1960 | 1970 | 1981 | 1986 | 1992 | 1999 | 2004 |
| ---- | ---- | ---- | ---- | ---- | ---- | ---- | ---- | ---- | ---- | ---- | ---- |
| 980  | 993  | 851  | 818  | 823  | 760  | 658  | 569  | 556  | 519  | 478  | 441  |

## Sehenswürdigkeiten
- Barocke Pfarrkirche Sant Llorenç
- Einsiedelei Sant Valer, erbaut im 13. Jahrhundert
- Nekropole aus römischer Zeit